# Hristo Yanev
Hristo Yanev, né le 4 mai 1979 à Kazanlak, est un footballeur bulgare. Il évolue au poste de milieu de terrain. International bulgare (11 sélections-3 buts), il est particulièrement doué pour tirer les coups francs. 

## Les premières années
Né à Kazanlak, Yanev a commencé en faisant ses débuts professionnels pour Olimpik Teteven durant la saison 1997-1998. En 1999 il rejoint Beroe Stara Zagora, marquant 7 buts en 27 matchs.

## CSKA Sofia
Après avoir joué une saison à Beroe, Yanev signe pour le CSKA Sofia en 2000, alors qu'il n'avait que 20 ans.
Et depuis il a toujours joué un rôle important dans l'équipe. Yanev joue soit comme un ailier ou deuxième attaquant.
Il a fait ses débuts en compétition pour le CSKA, le 4 août 2000 dans un match nul 0-0 à domicile contre le Litex Lovech. Le 25 août Yanev a marqué son premier but au CSKA en match amical. Deux jours plus tard, il a marqué son premier but en championnat pour le CSKA pour une victoire de 3-0 à domicile contre Botev Plovdiv.
En tant que joueur du CSKA Yanev a été deux fois champion de Bulgarie (en 2003 et 2005) et a une fois gagné la coupe national bulgare de football 2006. Il a passé six saisons de sa carrière au club, en jouant dans 146 matchs de la PFG A et marquer 54 buts.

## Grenoble Foot 38
L'été 2006, Yanev considère comme un grand tireur de coups francs signe un contrat de trois ans avec le Grenoble Foot 38. Pendant trois ans il a fait 50 apparitions en championnat et a inscrit six buts, dont un coup franc dans les dernières minutes contre Libourne-Saint-Seurin qui offre la montée en ligue 1 pour Grenoble. Avec le club, il a joué deux saisons en Ligue 2 et une en Ligue 1.
Le joueur Bulgare est particulièrement apprécié des supporters grenoblois, notamment pour ses talents de tireur de coups francs mais aussi pour son esprit combatif.

## Litex Lovech
Le 25 juin 2009, Yanev retourne en Bulgarie, avec à la clé la signature d'un contrat de trois ans avec Litex Lovech.

## Retour au CSKA Sofia
En juillet 2012, il revient au FK CSKA Sofia. Le même mois, il est limogé comme huit autres de ses coéquipiers à la suite de l'élimination au deuxième tour préliminaire de la Ligue Europa.

## Engagement pour une association
Hristo Yanev grimpe le Mont-Blanc pour la bonne cause en juillet 2020 afin soutenir les dons au profit d'une association d'aide aux enfants autistes à Sofia.

## Palmarès joueur
- Champion de Bulgarie : 2003, 2005 (CSKA Sofia), 2009 (Litex Lovetch)
- Vainqueur de la Coupe de Bulgarie : 2006 (CSKA Sofia), 2009 (Litex Lovetch)
- Vainqueur de la Supercoupe de Bulgarie en 2010 (Litex Lovetch)

## Carrière entraineur
- jan. 2015-2015 :  PFC Minyor Pernik
- 2015-2016 :  FK CSKA Sofia
- sep. 2016-mai 2017 :  Naftex Burgas
- oct. 2020-sep. 2022 :  PFC Minyor Pernik
- oct. 2022-juin 2023 :  Pirin Blagoevgrad
- depuis sep. 2023 :  OFK Botev Vratsa

## Palmarès entraineur
- Vainqueur de la Coupe de Bulgarie : 2016